# Manoba albiplagiata
Manoba albiplagiata är en fjärilsart som beskrevs av Rothschild 1912. Manoba albiplagiata ingår i släktet Manoba och familjen trågspinnare. Inga underarter finns listade i Catalogue of Life.